# Jahrbuch der Reichsfilmkammer
Das Jahrbuch der Reichsfilmkammer wurde vom Präsidenten der Reichsfilmkammer Oswald Lehnich herausgegeben. Es erschien im Max Hesses Verlag in Berlin-Halensee.
Es erschien laut der Deutschen Nationalbibliothek in den Jahren 1937, 1938 und 1939.
Das Jahrbuch druckte die Jahresberichte der verschiedenen Fachgruppen (z. B. Filmateliers, Filmtechnik, Filmherstellung etc.) der Reichsfilmkammer und Aufsätze zum Film im Dritten Reich ab. 